# Bony de les Neres
Bony de les Neres är ett berg i Andorra. Det ligger i den centrala delen av landet. Toppen på Bony de les Neres är 2 197 meter över havet.
Den högsta punkten i närheten är Pic de Casamanya, 2 706 meter över havet, 4,2 kilometer norr om Bony de les Neres. Närmaste större samhälle är Encamp, 1,9 kilometer sydost om Bony de les Neres. 
Trakten runt Bony de les Neres består i huvudsak av skog.